# Dōmyō
Dōmyō (道命?   974-26 de julio de 1020) fue un monje budista y poeta japonés que vivió a mediados de la era Heian. Su padre fue Fujiwara no Michitsuna. Es considerado como uno de los treinta y seis poetas incluidos en la lista antológica Chūko Sanjūrokkasen.
En 987 se convirtió en un monje e ingresó al Enryaku-ji, en 1001 fue nombrado Acariya (Ajari) del templo Sōji-ji y en 1016 fue nombrado Bettō del templo Tennō-ji. Como anécdota, en algunas historias como el Uji Shūi Monogatari relatan una relación íntima entre este monje y la poetisa Izumi Shikibu. También fue amigo de la infancia del Emperador Kazan y estuvo en los círculos poéticos patrocinados por él hasta la muerte del Emperador en 1008.
Hizo una compilación personal de poemas en el Dōmyō Ajari-shū (道命阿闍梨集?). Algunos de sus poemas fueron incluidos en diversas antologías imperiales a partir del Goshūi Wakashū. También algunos de sus poemas fueron incluidos en varias compilaciones de poemas, como el Akazome Emon-shū hecho por Akazome Emon.